# Proceso de Acheson

Sección transversal de un horno Acheson para producir grafito de carburo de silicio o grafito

El proceso de Acheson fue inventado por Edward Goodrich Acheson para sintetizar carburo de silicio (SiC) y grafito. 

## Proceso
El proceso consiste en calentar una mezcla de dióxido de silicio (SiO2), en forma de sílice o arena de cuarzo, y carbono, en su forma elemental como coque en polvo, en un recipiente de hierro. 
En el horno, el dióxido de silicio, que a veces también contiene otros aditivos, se funde alrededor de una varilla de grafito, que sirve como núcleo. Se pasa una corriente eléctrica a través del grafito, que calienta la mezcla a 1700-2500 °C. El resultado de la reacción carbotérmica es una capa de carburo de silicio (especialmente en sus fases alfa y beta) forma alrededor de la barra y la emisión de monóxido de carbono (CO). Hay cuatro reacciones químicas en la producción de carburo de silicio:
1. C + SiO2 → SiO + CO
2. SiO2 + CO → SiO + CO2
3. C + CO2 → 2CO
4. SiO + 2C → SiC + CO

Este proceso general es altamente endotérmico, con una reacción neta de:
SiO2 + 3C + 625.1 kJ → α-SiC + 2 CO

## Descubrimiento
En 1890, Acheson intentó sintetizar diamantes, pero terminó creando cristales azules de carburo de silicio que llamó carborundo. Descubrió que el silicio se vaporizaba cuando se sobrecalentaba, dejando grafito. También descubrió que al comenzar con carbono en lugar de carburo de silicio, el grafito se producía solo cuando había una impureza, como la sílice, que produciría primero un carburo. Él patentó el proceso de hacer grafito en 1896. Después de descubrir este proceso, Acheson desarrolló un horno eléctrico eficiente basado en calentamiento resistivo, cuyo diseño es la base de la mayoría de la fabricación de carburo de silicio en la actualidad.

## Producción comercial

Diagrama de un horno Acheson resistivo para producir varillas de electrodos formadas a partir de coque en polvo mezclado con arcilla de sílice. a - Mezcla de coque y arena, b - Ladrillos, c - Electrodos de carbono, d - Material refractario, e - Barras para grafitizar, f - Coque granulado

La primera planta comercial que utiliza el proceso Acheson fue construida por Acheson en las Cataratas del Niágara, Nueva York, donde las plantas hidroeléctricas cercanas podrían producir a bajo costo la energía necesaria para el proceso intensivo de energía. Para 1896, The Carborundum Company estaba produciendo 1 millón de libras de carborundo. Muchas plantas actuales de carburo de silicio usan el mismo diseño básico que la primera planta de Acheson. En la primera planta, se añadió aserrín y sal a la arena para controlar la pureza. La adición de sal se eliminó en la década de 1960, debido a que corroía las estructuras de acero. La adición de aserrín se detuvo en algunas plantas para reducir las emisiones.

Diagrama del horno de graficación longitudinal de Castner relacionado, la leyenda es la misma que para el horno Acheson

Para fabricar artículos de grafito sintético, el polvo de carbono y la sílice se mezclan con un aglutinante, como el alquitrán, y se hornean después de presionarlos en forma, como la de los electrodos o crisoles. Luego están rodeados de carbono granulado que actúa como un elemento resistivo que los calienta. En el horno de grafitización longitudinal más eficiente de Castner, los elementos a grafitar, por ejemplo, varillas, se calientan directamente colocándolos longitudinalmente de extremo a extremo en contacto con los electrodos de carbono para que la corriente fluya a través de ellos, y el carbono granulado circundante actúa como un aislante térmico, pero por lo demás el horno es similar al diseño de Acheson.
Para finalizar los artículos, el proceso se ejecuta durante aproximadamente 20 horas a 200 V con una corriente de arranque de 300 A (60 kW) para un horno de aproximadamente 9 metros de largo por 35 cm de ancho y 45 cm de profundidad, y la resistencia disminuye a medida que el carbono se calienta debido a un coeficiente de temperatura negativo, lo que hace que la corriente aumente. El enfriamiento lleva semanas. La pureza del grafito alcanzable mediante el proceso es del 99,5%.

## Usos
El carburo de silicio fue un material útil en la fabricación de joyas debido a sus propiedades abrasivas, y esta fue la primera aplicación comercial del proceso de Acheson.
Los primeros diodos emisores de luz se produjeron utilizando carburo de silicio del proceso Acheson. El uso potencial del carburo de silicio como semiconductor condujo al desarrollo del proceso Lely, que se basó en el proceso Acheson, pero permitió el control sobre la pureza de los cristales de carburo de silicio.
El grafito se volvió valioso como lubricante y para producir electrodos de alta pureza. 

## Otras lecturas
- Cardarelli, François (9 de enero de 2008). Materials handbook: A concise desktop reference. ISBN 978-1-84628-668-1.
- Zetterling, Carl-Mikael; Engineers, Institution of Electrical (1 de noviembre de 2002). Process technology for silicon carbide devices. ISBN 978-0-85296-998-4.
- Erwin, Douglas (17 de mayo de 2002). Industrial chemical process design. ISBN 978-0-07-137621-1.
- Gupta, G. S.; Vasanth Kumar, P.; Rudolph, V. R.; Gupta, M. (2001). «Heat-transfer model for the acheson process». Metallurgical and Materials Transactions A 32 (6): 1301. doi:10.1007/s11661-001-0220-9.

- Datos: Q4673631